# Langley (Vosgi)
Langley è un comune francese di 152 abitanti situato nel dipartimento dei Vosgi nella regione del Grand Est.

## Storia

### Simboli
Il comune non ha adottato uno stemma. Nel marzo 2016 è stata presentata una proposta di emblema ma non è mai stata approvata dal consiglio comunale.

## Società

### Evoluzione demografica
Abitanti censiti